# Гроте
Гроте (итал. Grotte) је насеље у Италији у округу Агриђенто, региону Сицилија.
Према процени из 2011. у насељу је живело 5592 становника. Насеље се налази на надморској висини од 512 м.

## Становништво
| 1931. | 1936. | 1951. | 1961. | 1971. | 1981. | 1991. | 2001. | 2011. |
| ----- | ----- | ----- | ----- | ----- | ----- | ----- | ----- | ----- |
| 8.765 | 8.920 | 9.727 | 8.958 | 8.034 | 8.087 | 7.449 | 6.208 | 5.839 |